# Alguien que anda por ahí
Alguien que anda por ahí es el sexto libro de cuentos del escritor argentino Julio Cortázar, publicado en 1977. Su publicación fue censurada en Argentina por el Régimen Militar Argentino.

## Análisis de la obra
En estos relatos, Cortázar abarca diversos géneros, morfologías literarias y temáticas. El primer cuento, «Cambio de luces», es una narración típica de la escritura del argentino donde hilvana la historia de una Buenos Aires melancólica con un final inesperado. Cierra el libro con una historia de violencia policial, «La noche de Mantequilla», la cual recuerda al espíritu de la novela Libro de Manuel.

## Cuentos
Alguien que anda por ahí consta de 11 cuentos.

### Cambio de luces
Tito Balcárcel es el malvado en la mayoría de papeles de malvados en radioteatro, especialmente de la Radio Belgrano. Su simple voz ya estimula el desprecio de los oyentes, pero a él, poco le importa. Tanto es el odio que despierta, que a diferencia de sus compañeros de novela, él recibe una carta de algún oyente trimestralmente aproximadamente. En una de esas misivas, le llega un sobre violeta con la firma de una fanática suya, Luciana. Ella le quita la malicia que los argumentos y los diálogos, e incluso su voz, lo encasillan y busca conocerlo. Balcárcel, cavila en propiciar el encuentro. La imagina, la proyecta y encarniza a su modo; se figura incluso la ceremonia que hace para oírlo a diario en los radioteatros. Ella también, lo visualiza a su modo, pues claro, el villano no aparece en las revistas como los demás personajes. Entre ellos se va tejiendo una imagen y relación errada.

### Vientos alisios
Vera y Mauricio, deciden un viaje a la costa de Kenia. La pareja se impone un juego: cambiarse la identidad y desconocerse una vez allí. Toman vuelos diferentes y se hospedan en habitaciones separadas e incluso se permiten conocer a otras personas, sin que el otro pueda interceder.

### Segunda vez
En una oficina, —donde sus empleados encuadran la típica burocracia estatal—, se recibe a diversas personas que son convidadas a realizar un trámite frente a ellos. De aquel careo emerge una segunda cita. La historia se centra en el trámite que realiza Maria Elena y las conversaciones con las demás personas que esperan como ella, saber el trasfondo de esa citación.

### Usted se tendió a tu lado
La historia cuenta la entrada al mundo adulto de un joven, asistido por su madre. El narrador adopta una mirada familiar, donde la confianza con que se dirige a los personajes, hace dudar si el relato es autobiográfico.

### En nombre de Boby
Boby le tiene terror a sus sueños. Su tía presencia los miedos y horrores que percibe Boby mientras duerme. Boby quiere destruir todos los males pesadillezcos que sufre al soñar, los cuales son, en apariencia, su madre.

### Apocalipsis de Solentiname
Cortázar es invitado a dar una charla en Nicaragua. Habla de sí mismo, de las entrevistas que frecuentemente le hacen y las preguntas que asiduamente debe responder. Su amigo, el sacerdote y poeta Ernesto Cardenal, lo invita al paradisíaco archipiélago de Solentiname a descansar. Cortázar, luego de un viaje quejumbroso, pasea y genera encuentros con los lugareños y sus hábitos. Se siente atraído por las pinturas que los campesinos hacen del lugar y que generan cierto nivel de ventas que sustenta la comarca. Las imágenes son parsimoniosas y rurales que le atraen profundamente. Les saca fotografías a todas ellas, aunque al revelarlas, dirán otra cosa.

### La barca o nueva visita a Venecia
Cortázar vuelve a visitar un cuento que escribió en los años cincuenta; intercalando comentarios suyos del presente en el cuento a través del personaje —y protagonista del cuento— de Dora, la cual realiza un viaje con consecuencias fatales a Venecia.

### Reunión con un círculo rojo
Un cuento fantástico el cual sucede en un restaurante alemán en donde atienden meseros los cuales muestran una conducta extraña, atemorizante, y que hacen sentir incómodo al protagonista, quien trata de cuidar a una extraña mujer desconocida

### Las caras de la medalla
El cuento narra la historia de amor y desamor entre Javier y Mireille, dos investigadores que se conocen en el CERN. La narrativa oscila, siguiendo una estrategia más bien desconcertante, entre la tercera persona y el plural de la primera persona. A través de la historia, se plantean temas como las relaciones humanas, la cultura, el trabajo y el cosmopolitismo de asuntos dentro de la cual cada inquietud se relaciona, de una u otra manera, con la entonces futura realidad del Internet.

### Alguien que anda por ahí
El cuento, narra el encuentro entre un terrorista y un revolucionario el cual iba hacer estallar una fábrica en Cuba. Se mezcla la ficción con la realidad.

### La noche de Mantequilla
En palabras de Cortázar, el cuento narra «la historia de la pelea de Carlos Monzón y “Mantequilla” Nápoles en París, una pelea que dejó un recuerdo muy especial. Así cuando me ocurrió la idea del cuento, que es una historia que tiene que ver con la política, situé en aquella noche en el estadio. El cuento es un relato político, en el que nada sale de acuerdo a lo planeado. La víctima es Estévez, un militante que durante la pelea debe entregarle un paquete a su contacto. Al finalizar el evento, su jefe, Peralta, le indica que en realidad se lo ha pasado a un espía del enemigo, quien había capturado y torturado al contacto —llamado Walter— en el pasado. Como el espía ha visto a Estévez, la organización no quiere correr riesgos, por lo que Peralta lo elimina.